# Fábio José dos Santos
Fábio José dos Santos (26 juni 1973), ook wel kortweg Fabinho genoemd, is een voormalig Braziliaans voetballer.